# 1928 na música

## Eventos
- 27 de novembro - Estreia na Ópera de Paris o ballet Le Baiser de la fée, de Igor Stravinsky.

## Música popular
- Araci Cortes: Jura, de Sinhô
- Pixinguinha: Carinhoso, composição de 1917.

## Música clássica
- Maurice Ravel - Bolero.
- Dmitri Shostakovich - O Nariz (ópera, baseada na obra de Nikolai Gogol).
- Sergei Prokofiev - Sinfonia nº 2.
- Igor Stravinsky - Apollon Musagete (ballet).
- Heitor Villa-Lobos - Choro nº 11 para Piano e Orquestra.

## Nascimentos
| Data           | Nome                  | Profissão                                 | Nacionalidade  | Observações | Ref |
| -------------- | --------------------- | ----------------------------------------- | -------------- | ----------- | --- |
| 16 de janeiro  | Pilar Lorengar        | soprano                                   | Espanha        | m. 1996     |     |
| 10 de abril    | Noite Ilustrada       | cantor                                    | Brasil         | m. 2003     |     |
| 7 de Maio      | Vicente da Câmara     | fadista                                   | Portugal       | m. 2016     |     |
| 22 de Agosto   | Karlheinz Stockhausen | compositor                                | Alemanha       | m. 2007     |     |
| 12 de Outubro  | Luiz Vieira           | cantor, compositor e produtor radialista  | Brasil         | m. 2020     |     |
| 15 de outubro  | C. W. McCall          | cantor e político                         | Estados Unidos | m. 2022     |     |
| 28 de outubro  | Ronaldo Bôscoli       | compositor, produtor musical e jornalista | Brasil         | m. 1994     |     |
| 28 de novembro | António Brojo         | músico                                    | Portugal       | m. 1999     |     |

## Mortes
| Data | Nome | Profissão | Nacionalidade | Observações | Ref |
| ---- | ---- | --------- | ------------- | ----------- | --- |